# Jakob Gronovius

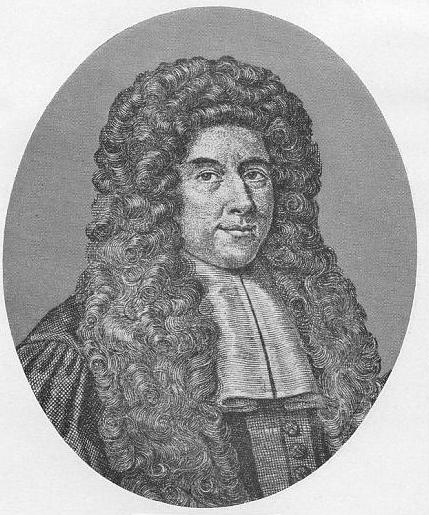
Jakob Gronovius.

Jakob Gronovius, född 10 oktober 1645 i Deventer, död 21 oktober 1716 i Leiden, var en nederländsk filolog; son till Johann Friedrich Gronovius och far till Jan Frederik Gronovius.
Gronovius blev 1679 professor och 1703 universitetsgeograf i Leiden. Hans förnämsta verk är Thesaurus antiquitatum græcarum (1697–1702). Han utgav värdefulla upplagor av Polybios, Herodotos, Ciceros och Ammianus Marcellinus skrifter. 